# Ochthebius andreasoides
Ochthebius andreasoides är en skalbaggsart som beskrevs av Manfred A. Jäch 2003. Ochthebius andreasoides ingår i släktet Ochthebius och familjen vattenbrynsbaggar. Inga underarter finns listade i Catalogue of Life.